# Goniothalamus howii
Goniothalamus howii este o specie de plante din genul Goniothalamus, familia Annonaceae, descrisă de Elmer Drew Merrill și Woon Young Chun. Conform Catalogue of Life specia Goniothalamus howii nu are subspecii cunoscute.